# Eigelsteintorburg

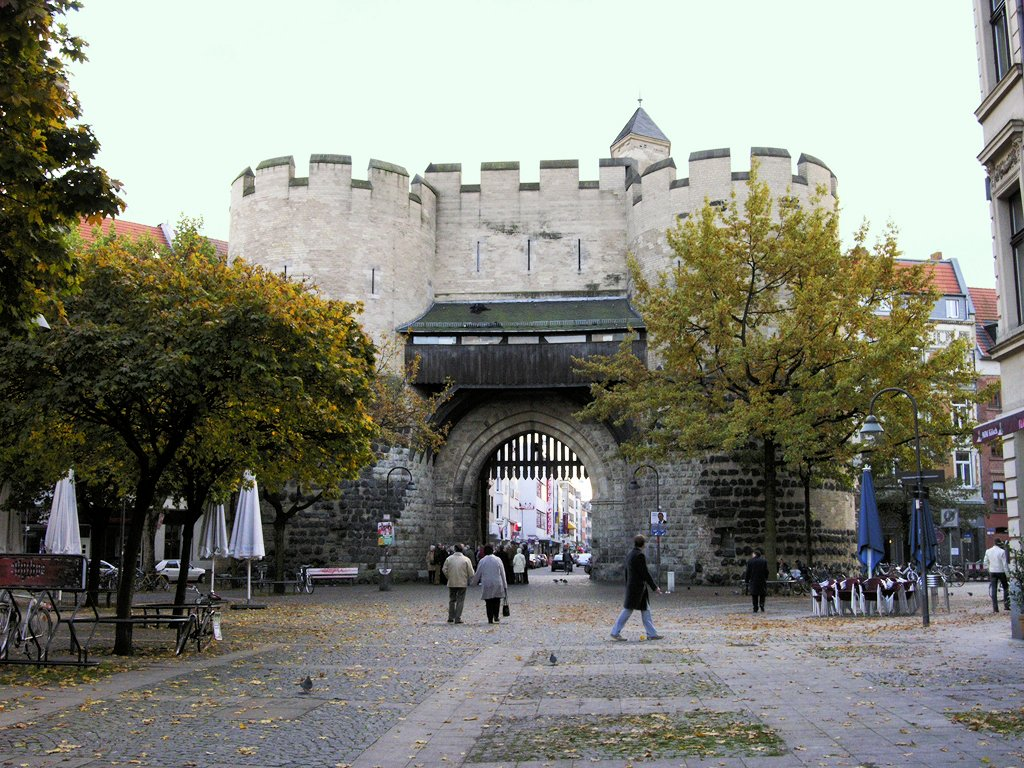
Nordseite (stadteinwärts)

Die Eigelsteintorburg am Rande des Kölner Eigelstein-Viertels (im Mittelalter Porta Eigelis, Igelsteinportz(en), Eigelsteinportz(en); später Eigelsteinpforte, Eigelsteintor; Kölsch Eijelsteinspooz) ist eine von vier erhalten gebliebenen Stadttorburgen der mittelalterlichen Stadtmauer.

## Namensherkunft
Der Name der Eigelsteintorburg leitet sich von der Straße ab, die unter ihr hindurchführt: Eigelstein. An dieser aus der Römerzeit stammenden Straße befanden sich ihrerzeit außerhalb des Stadtgebiets Friedhöfe, auf deren Grabmälern häufig steinerne Pinienzapfen als Symbol der Unsterblichkeit angebracht waren: Diese sahen für Kölner aus wie Eicheln, also nannte man sie „Eychelsteyne“. Unter französischer Herrschaft hieß das Tor Porte de L’Aigle (Adlerpforte).

## Historische Einordnung

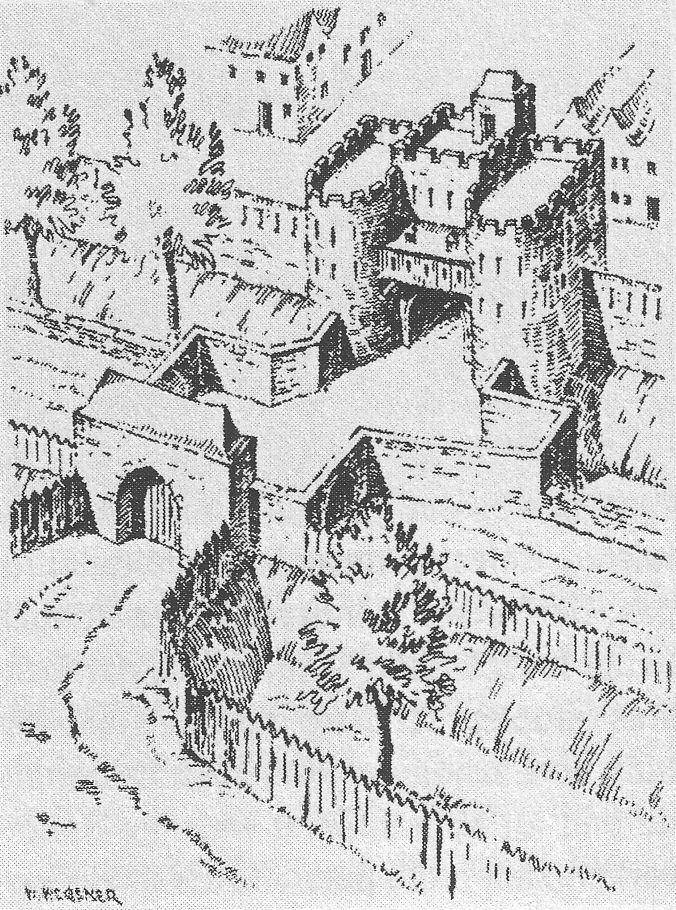
„Feld“- bzw. Nordseite, um 1571

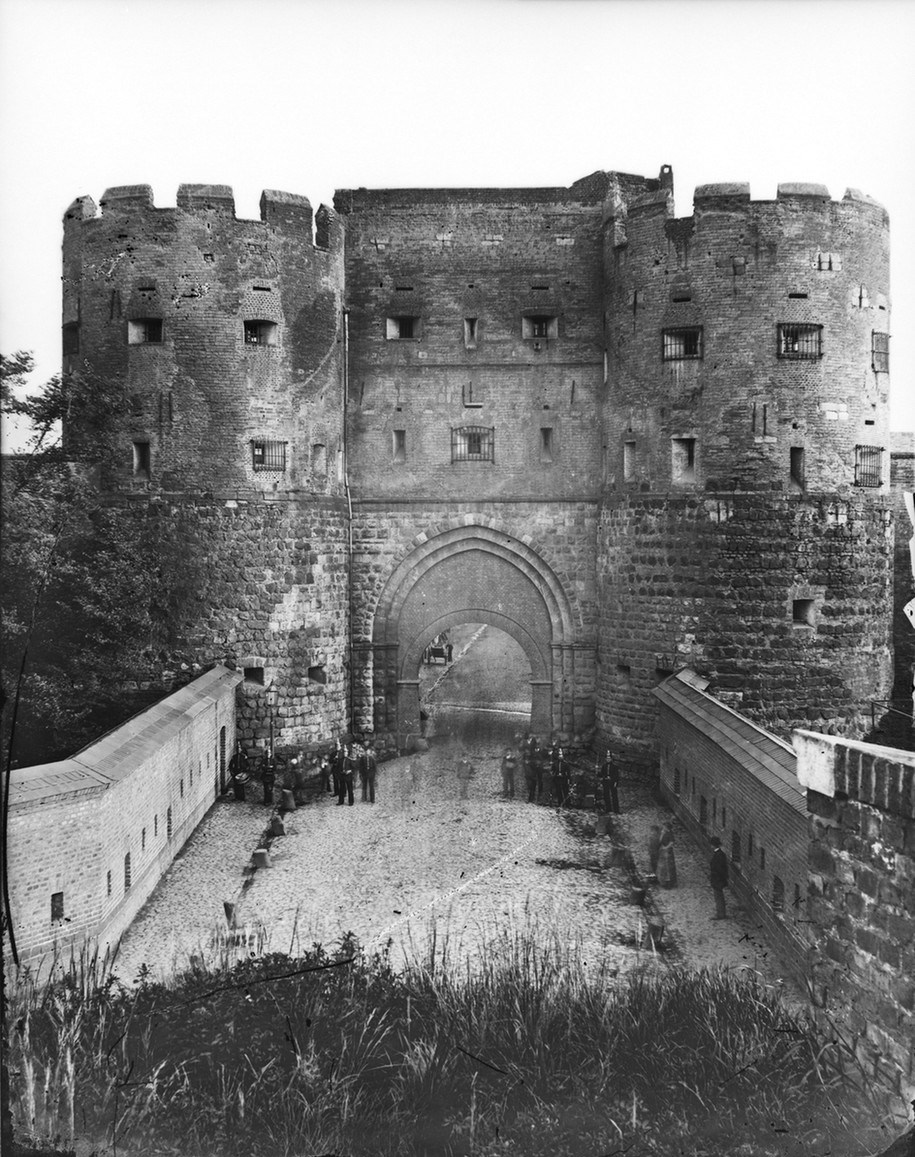
Nordseite, um 1880

Auf einigen Darstellungen des Mittelalters und der Renaissance, beispielsweise auf der Kölner Stadtansicht von 1570 Arnold Mercators, wurde Köln mit zwölf großen Toren dargestellt, die auf das Abbild des himmlischen Jerusalem abzielten (daher der Begriff Sancta Colonia und Dat hillige Coellen „das heilige Köln“). Diese zwölf Tore (Kahlenhausener Pforte, Eigelsteintor, Gereonstor, Friesentor, Ehrentor, Hahnentor, Schaafentor, Weyertor, Bachtor (seit dem 18. Jh. mit Pantaleonswindmühle), Pantaleonstor, Ulrepforte (seit dem 14. Jh. mit Karthäuser Windmühle) und Severinstor) waren in den vom Kunibertsturm im Norden (mit Tor zum Rheinufer) zum Bayenturm im Süden verlaufenden ringförmigen Teil der Stadtmauer integriert.
Sieben der Tore waren große, zinnenbewehrte Doppelhalbrundturmtorburgen, zwei waren große Turmtorburgen mit zentralem, achteckigem Turmaufbau und Eckwarten (Flankentürmen: Ehrentor) bzw. sechseckigem Hauptturm und Wehrerkern (Severinstor), eines eine große Turmtorburg (Friesentor) ohne Ecktürme mit rechteckigem Zentralturm auf sechsseitigem Unterbau, zwei waren kleinere Doppelturmpforten (die Kahlhausener Pforte mit eckigem und Rundturm und die Ulrepforte mit zwei Rundtürmen und Karthäuser Mühle). Daneben gab es noch mehr als 20 in die am Rhein verlaufende Stadtmauer und z. T. in deren Türme integrierte größere und kleinere Tore (u. a. Kleines und Großes Witschgassentor, Filzengrabentor (Doppeltor), Rheingassentor (Doppeltor), Hasengassentor, Markmannsgassentor, Fischpforte, Mühlengassentor, Neugassentor, Frankenpforte und Trankgassentor (Doppeltore mit hohem Zentralturm)), die nicht als Torburgen angelegt waren. Neben dem Eigelsteintor existieren von den 12 Toren heute noch die ähnlich gebaute Hahnentorburg, die Severinstorburg und die Ulrepforte.
Die Eigelsteintorburg ist eine der am meisten besuchten Sehenswürdigkeiten in Köln.

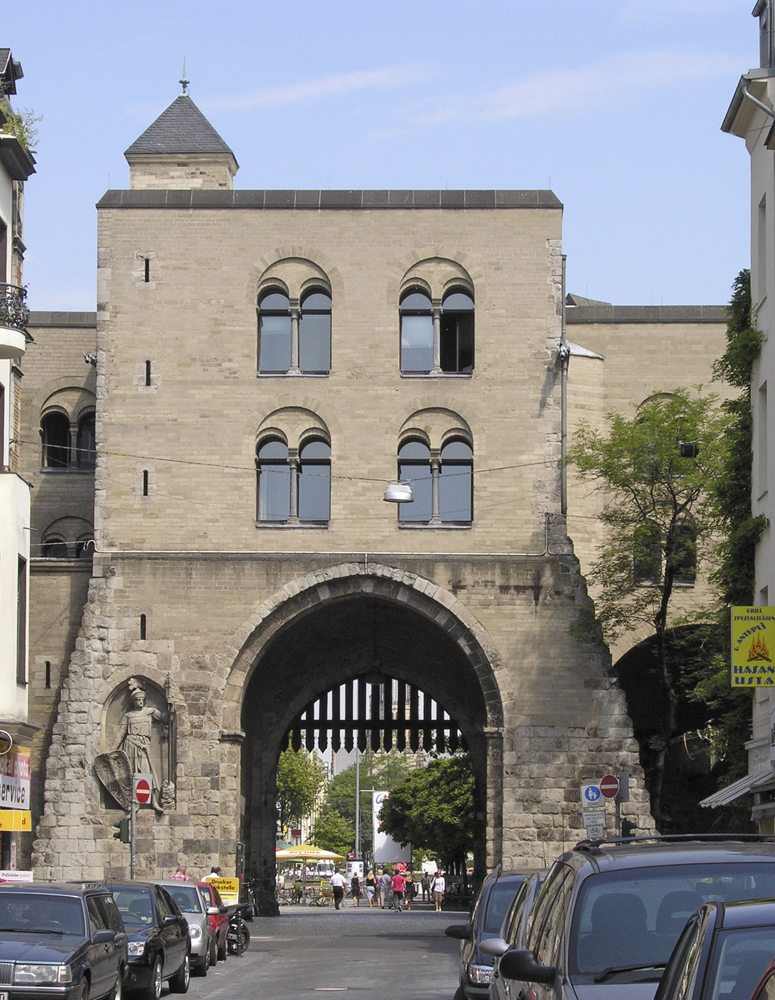
Stadtseitig, von Süden

Sie wurde im Zuge der 3. Stadterweiterung von 1180 bis 1259 (zwischen 1228 und 1248) erbaut und sicherte den nördlichen Zugang zur Stadt (Neusser Straße). Es war bereits die zweite Toranlage dieses Namens. Während der 2. Stadterweiterung von 1106 wurde das erste Eigelsteintor 100 m südlich der heutigen Anlage (nördlich des römischen Nordtores – auch später Pfaffenpforte genannt) errichtet.

## Besondere Ereignisse
Als 1635 Maria von Medici durch Kardinal Richelieu aus Paris vertrieben wurde, reiste sie im Oktober 1641 über Dover, Vlissingen und Dordrecht ins Kölner Exil. Hier bekam sie durch den Rat der Stadt Köln zunächst im Haus „zum Paradies“ in der Brückenstraße eine Wohnung zugewiesen. Die „verwittibte Königin auß Frankreich“ zog am 12. Oktober 1641 gegen Abend durch die Eigelsteintorburg in die Stadt. Bereits vier Tage nach ihrer Ankunft beschwerte sich die verschwenderisch lebende Maria über ihre ärmliche Unterkunft. Am 18. November 1641 erhielt sie von Gronsfeld die beste Wohnung in der Sternengasse Nr. 10.
Am Abend des 13. September 1804 zog während der Franzosenzeit der Kaiser Napoleon I. begleitet von seiner Frau Joséphine unter Glockengeläut und Kanonendonner triumphal durch die Eigelsteintorburg in die Stadt ein. Er fuhr über den Eigelstein, um über die Marzellenstraße, Hohe Straße und Schildergasse den Neumarkt zu erreichen.

## 1880 bis heute
Auf der Karte des Jean Joseph Tranchot (erstellt 1801–1814; veröffentlicht 1840) heißt das Eigelsteintor „porte de Neuss“. Nach dem Abriss der Stadtmauer in diesem Bereich (1882) restaurierte der Stadtbaumeister Josef Stübben zwischen 1889 und 1892 die Torburg. Stübben sah das Tor aber eher als Verkehrshindernis, weil er bestrebt war, neue Nord-Süd-Verkehrswege zu schaffen. Die feldseitigen vergitterten rechteckigen Fenster wurden durch mittelalterliche Schießscharten ersetzt. Stadtseitig wurde das östliche Gewölbe geöffnet. Die Etagen über dem Tor erhielten wieder Doppelbogenfenster, wie sie schon auf der Kölner Stadtansicht von 1531 des Renaissancemalers Anton Woensam von Worms zu sehen sind. Die Anschlüsse der Stadtmauer sind heute noch erkennbar.

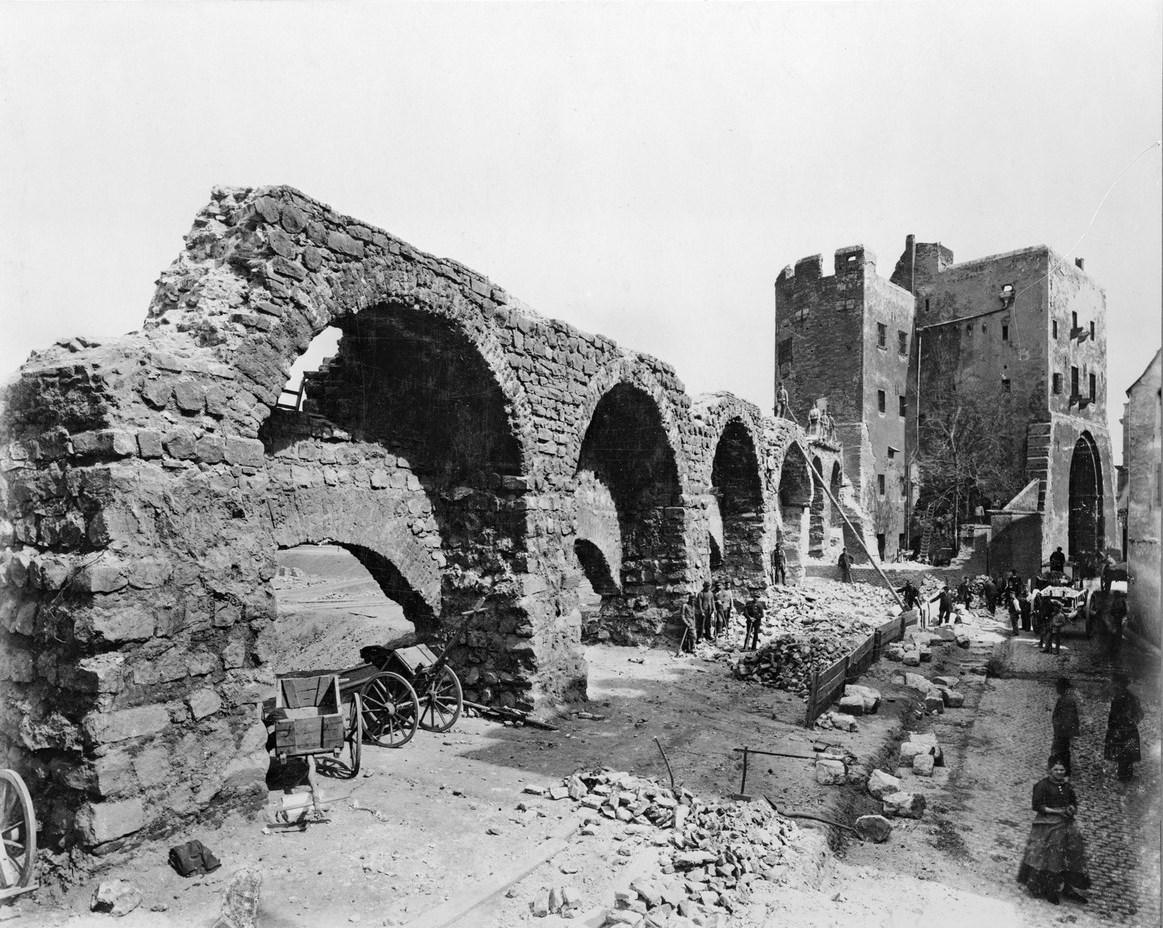
Abbruch am Eigelsteintor, 1882

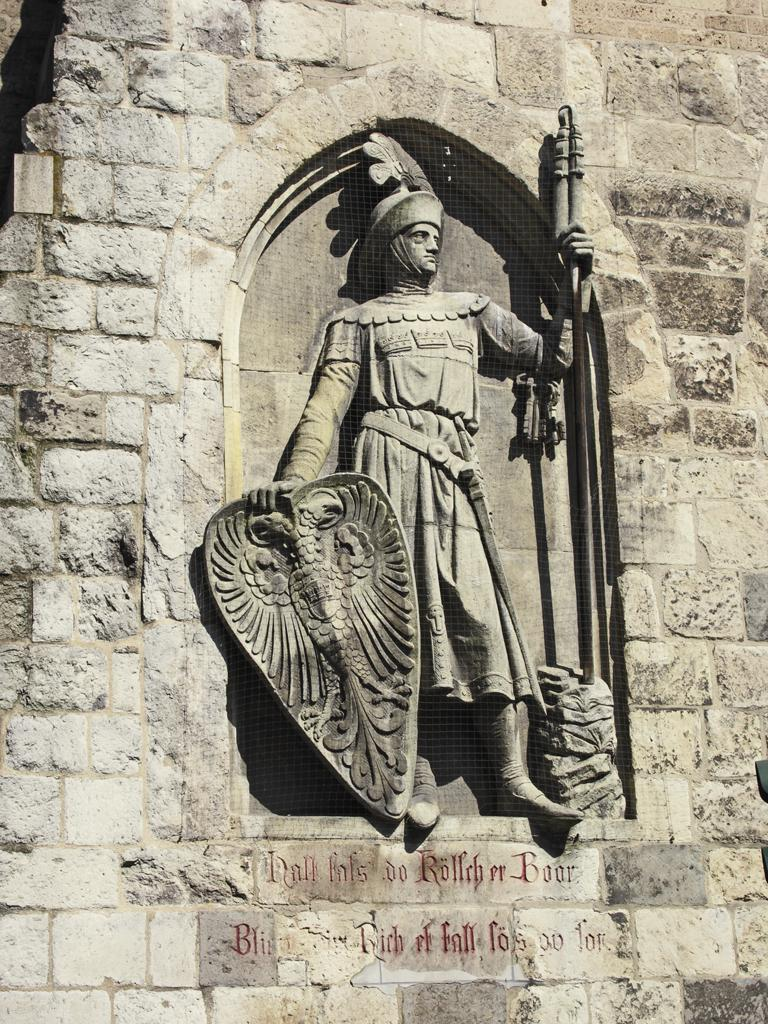
Skulptur des „Kölsche Boor“

Stadtseitig vor dem westlichen Halbturm baute Josef Stübben ein neues Treppenhaus mit einem repräsentativen Eingang. In den 1960er Jahren wurde dieser Eingang verschlossen und durch einen neuen Zugang vom Tordurchgang her ersetzt.
1891 wurde in einer stadtseitigen Nische eine ursprünglich 1885 von Christian Mohr für das Hahnentor vorgesehene Steinfigur „Der Kölsche Boor“ (Der Kölner Bauer) angebracht. Am linken Arm die Stadtschlüssel, stützt er sich mit der Linken auf einen Dreschflegel, mit der rechten Hand auf einen Schild, ganz bedeckt mit dem Kölner Doppeladler, der auf der Brust das alte Kölner Wappen trägt – im Schildhaupt die drei Kronen, der Hauptteil blank (bis ins 16. Jahrhundert). Der Bauer geht historisch auf die vier konstituierenden Elemente des Heiligen Römischen Reiches Deutscher Nation zurück. Im Quaternionensystem vertrat Köln mit anderen Städten den Bauernstand. 1891 sollte das Denkmal die Verbundenheit mit dem Reich darstellen. Deutlich wird das bei dem darunter eingemeißelten Spruch Halt fass do Kölscher Boor. Bliev beim Rich et fall sös ov sor. (hochdeutsch: „Halt fest, du Kölner Bauer, bleib beim Reich, es falle (komme) süß oder sauer.“).
Bei dem heutigen Standbild handelt es sich um eine Replik, die während der späten 1970er Jahre an Stelle des verwitterten Originals angefertigt wurde. Das Original wurde erst im benachbarten Wirtshaus Em Kölsche Boor, nach einigen Jahren dann im Rathaus aufgestellt.

## Nutzung ab 1815

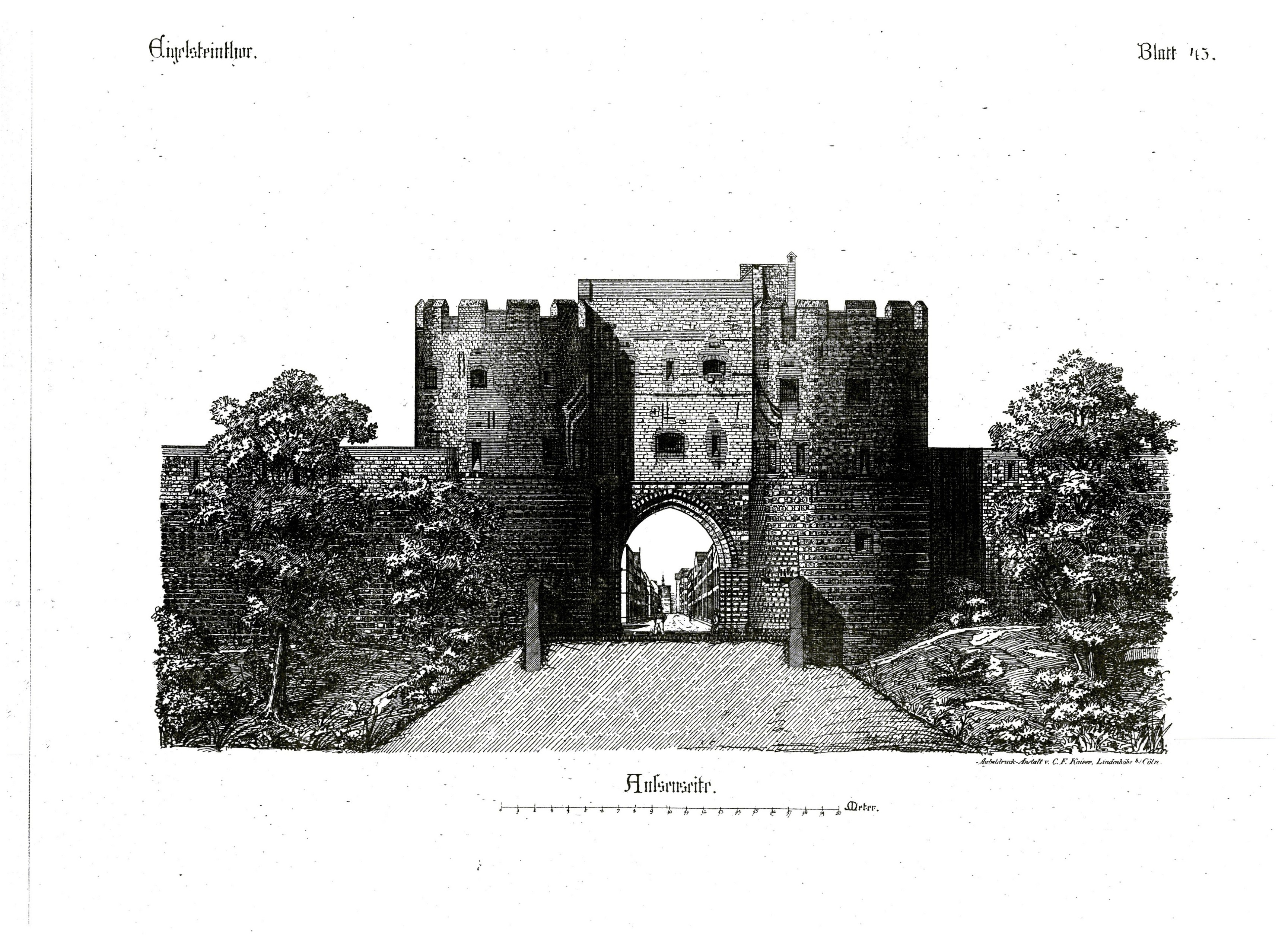
Aus C. F. Kaiser, Cölner Thorburgen und Befestigungen: 1180 - 1882, 1884, Blatt 45

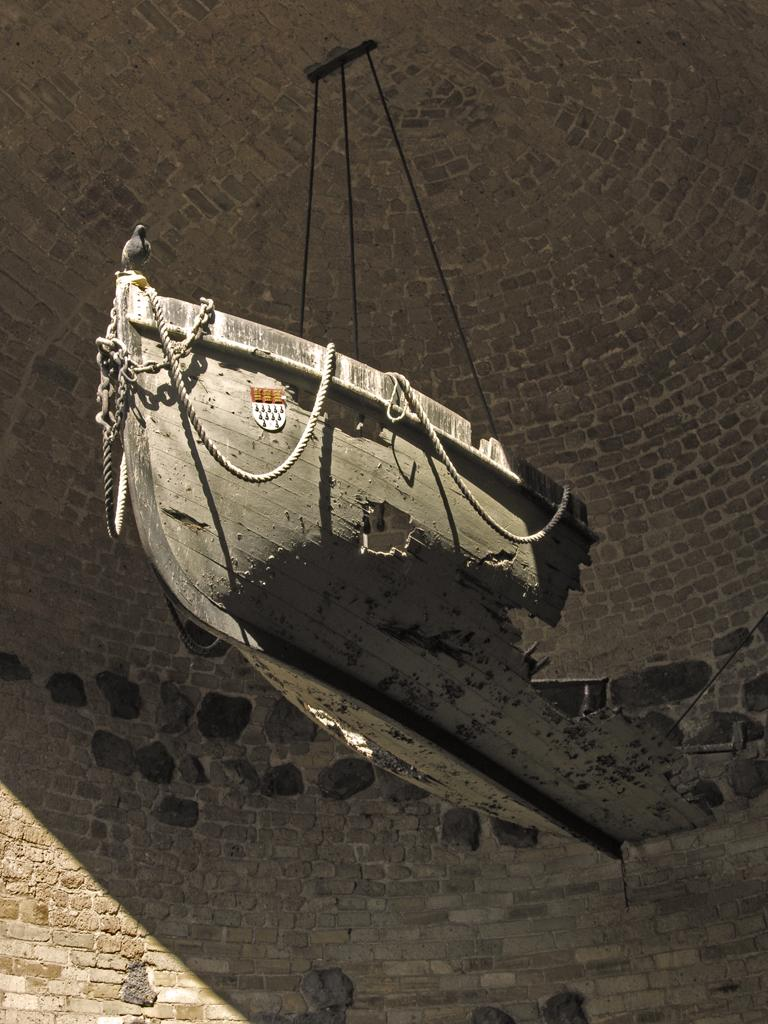
Rettungsboot des Kreuzers Cöln im Turmgewölbe

Die Eigelsteintorburg wurde in preußischer Zeit mehrfach umgebaut, verstärkt und unter anderem als Militärgefängnis genutzt. Nach der Instandsetzung diente das Tor zunächst als naturwissenschaftliches Museum, ab 1898 zusätzlich zum Hahnentor als historisches Museum. Das Kutterwrack des im Ersten Weltkrieg untergegangenen Kreuzers Cöln wurde 1915 erst in der Torfahrt, ab 1926 im östlichen Turmgewölbe aufgehängt.
Die Eigelsteintorburg überstand den Zweiten Weltkrieg ohne große Schäden, nur die feldseitige hölzerne Galerie war abgebrannt. Hier öffnete am 21. März 1946 inmitten der Trümmer der Altstadt die erste Ausstellung im Nachkriegs-Köln („Meisterwerke aus Kölner Museen“, 13013 Besucher). Bis September 1963 wurde die Eigelsteintorburg für Ausstellungen genutzt.
Die Offene Jazz Haus Schule bezog 1995 das ungenutzte Gebäude. Der Verein hatte zuvor unter anderem auch im Bayenturm logiert. Die zentralen Räume über dem Durchgang können seitdem für Feiern und Veranstaltungen angemietet werden.
Als „Kleiner Klassiker“ gilt das jährliche Radrennen vor dem Eigelsteintor, das seit 1977 auf einem 2 km langen Kurs durch das Eigelstein-Viertel führt.